# IC 3727
IC 3727 ist eine Zwerggalaxie vom Hubble-Typ dE0 im Sternbild Jungfrau auf der Ekliptik. Sie ist schätzungsweise 98 Millionen Lichtjahre von der Milchstraße entfernt.
Das Objekt wurde am 10. Mai 1904 von Royal Harwood Frost entdeckt.